# Alois Utner junior
Alois Utner jun. (* 23. Juni 1857 in Jauernig, Österreichisch Schlesien; † 8. März 1908 ebenda) war ein österreichischer Baumeister.

## Leben und Wirken
Der Sohn des Jauerniger Zimmer- und Baumeisters Alois Utner (1823–1891) wurde im Haus Nr. 128 in Jauernig geboren. Er wurde von seinem Vater ausgebildet und übernahm nach dessen Tod das väterliche Unternehmen.

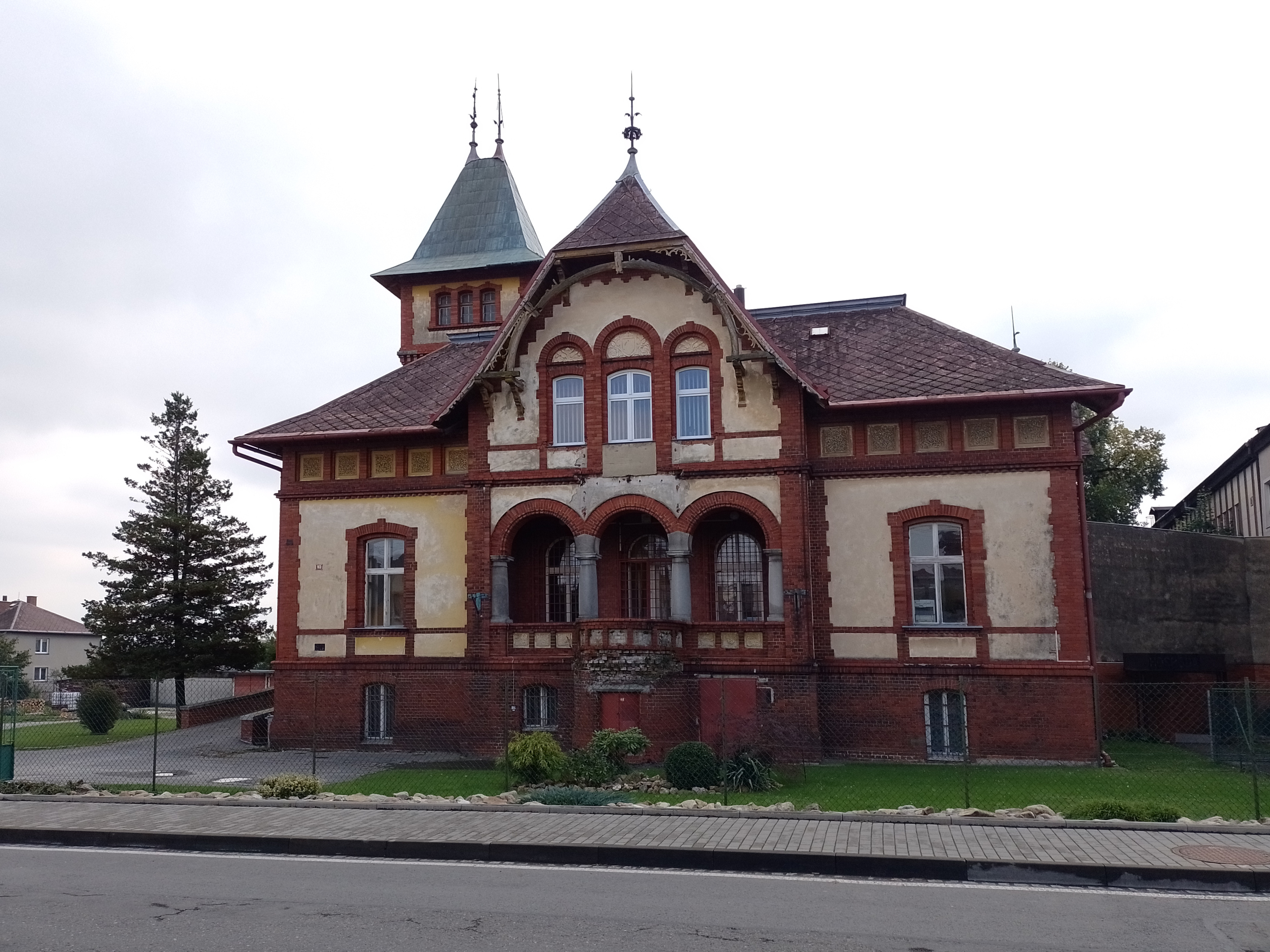
Ehemalige Villa Schumacher in Javorník

Utners Hauptwerk ist die für Fürstbischof Georg Kardinal von Kopp errichtete Georgshalle (Tančírna) im Krebsgrund (Račí údolí) – eine einzigartige Jugendstil-Ausflugsgaststätte mit Tanzsaal in Holz-Glas-Konstruktion – sowie das neue Krankenhaus in Jauernig. Daneben errichtete er u. a. Verwaltungsgebäude, Geschäftshäuser, Villen, Schulen, Fabriken und Forsthäuser in der Stadt und der näheren Umgebung. Beim Neubau der St. Laurentius-Kirche in Weißbach (Bílý Potok) übernahm er die Bauausführung.
Am 8. März 1908 verstarb Utner frühzeitig durch einen Herzinfarkt und wurde in der Utnerschen Familiengruft in Jauernig beigesetzt. Sein Sohn Herbert Utner (1887–1968) führte das Unternehmen bis zur Vertreibung fort.

## Werke
- Villa in Jauernig (Javorník), heute ul. Míru Nr. 33 (1887)
- Krankenhaus Jauernig
- Neubau der St. Laurentius-Kirche in Weißbach (Bílý Potok) (1893–1895); Bauausführung nach Plänen eines Wiener Architekten[2]
- Antoniuskapelle bei Jauernig (1893–1894)[3]
- Neubauten für die Stadt Jauernig (1897)
- Schule in Ober Gostitz (Horní Hoštice)
- Schule in Waldek (Zálesí)
- Turnhalle der Schule in Jauernig (1900)
- Renovierung der Klosterschule Jauernig
- Villa Schumacher in Jauernig
- Georgshalle (Tančírna) im Krebsgrund (Račí údolí) (1906–1907)[4]
- Zündwarenfabrik in Barzdorf (Bernartice)
- Kartonagenfabrik Dobischek in Jauernig